# دین لیستر
دین لیستر (انگلیسی: Dean Lister؛ زادهٔ ۱۳ فوریهٔ ۱۹۷۶) ورزشکار هنرهای رزمی ترکیبی اهل ایالات متحده آمریکا است.